# Shah Malik
Shah Malik, italianizzabile in Scià Malik (... – dopo il 1042), fu un capo degli Oghuz di Jand e di Yengi-kent (due insediamenti situati nei pressi della foce del Syr Darya), e scià della Corasmia nel 1041 e nel 1042.